# Eufrozyna opolska
Eufrozyna opolska (ur. między 1228 a 1230, zm. 4 listopada zap. 1292) – księżna kujawska, a następnie pomorska z dynastii Piastów, córka księcia opolsko-raciborskiego Kazimierza I i Wioli. 

## Życiorys
Między 1257 a 1259 wyszła za mąż za księcia kujawskiego Kazimierza I. Eufrozyna urodziła czworo dzieci:
- Władysława I Łokietka, późniejszego króla polskiego,
- Kazimierza II, księcia łęczyckiego
- Siemowita, księcia dobrzyńskiego,
- Eufemię, żonę księcia halickiego i włodzimierskiego Jerzego Lwowica z dynastii Rurykowiczów.

Według opisu Kroniki wielkopolskiej w 1261, chcąc zapewnić następstwo w księstwie swoim synom, próbowała otruć pasierbów, synów Kazimierza z poprzedniego małżeństwa: Leszka Czarnego i Ziemomysła, co stało się przyczyną ich buntu. Po śmierci męża, zmarłego 14 grudnia 1267 Eufrozyna objęła rządy regencyjne w dzielnicach, które przypadły w spadku jej nieletnim synom. 
Prawdopodobnie pod koniec września lub krótko po 20 października 1275, być może w Świeciu, Eufrozyna wyszła ponownie za mąż za księcia gdańskiego Mściwoja II. Drugie małżeństwo Eufrozyny było bezpotomne. Najprawdopodobniej z powodu złych stosunków małżeńskich Mściwoj zaczął zdradzać Eufrozynę. Istnieje teza, jakoby jedną z kochanek Mściwoja była jego kuzynka Gertruda Samborówna. Następną nałożnicą Mściwoja została Sulisława, mniszka z klasztoru premonstratensek w Słupsku. Przed 13 maja 1288 doszło do rozwodu Mściwoja i Eufrozyny.  
Po rozwodzie z mężem Eufrozyna zamieszkała u synów na Kujawach. Zmarła 4 listopada, najprawdopodobniej w 1292 i została pochowana w Brześciu Kujawskim, zapewne w kościele dominikanów.